# (3401) Vanphilos
(3401) Vanphilos – planetoida z grupy przecinających orbitę Marsa okrążająca Słońce w ciągu 3 lat i 235 dni w średniej odległości 2,37 j.a. Została odkryta 1 sierpnia 1981 roku w Harvard College Observatory (Agassiz Station). Nazwa planetoidy została nadana przez G. V. Williamsa z okazji ślubu jego przyjaciół Vanessy Hall oraz Philipa Osborne 3 sierpnia 1991. Przed nadaniem nazwy planetoida nosiła oznaczenie tymczasowe (3401) 1981 PA.